# Xiaomi Mi 10
De Xiaomi Mi 10 en Xiaomi Mi 10 Pro zijn twee Android smartphones van de Chinese fabrikant Xiaomi in de Mi-serie. De toestellen zijn aangekondigd op 13 februari 2020.

## Specificaties
De Xiaomi Mi 10 beschikt over een Qualcomm Snapdragon 865-processor en een Adreno 650 grafische chip. Het toestel gebruikt de nieuwste versie van het besturingssysteem, Android 10, met een aangepaste ROM MIUI 12, ook hier de nieuwste versie.